# Orthodera gracilis
Orthodera gracilis är en bönsyrseart som beskrevs av Ermanno Giglio-Tos  1917. Orthodera gracilis ingår i släktet Orthodera och familjen Mantidae.